# Chorezmomyia geophila
Chorezmomyia geophila är en tvåvingeart som beskrevs av Boris Borisovitsch Rohdendorf 1935. Chorezmomyia geophila ingår i släktet Chorezmomyia och familjen köttflugor.
Artens utbredningsområde är Uzbekistan. Inga underarter finns listade i Catalogue of Life.